# Philippe Tamizey de Larroque
Philippe Tamizey de Larroque (* 30. Dezember 1828 in Gontaud-de-Nogaret, Département Lot-et-Garonne; † 26. Mai 1898 ebenda) war ein französischer Historiker und Literarhistoriker.

## Leben und Werk
Tamizey forschte als Privatgelehrter (mit breitem Korrespondentenkreis) in Südfrankreich, unternahm aber auch zahlreiche Reisen nach Paris. Seine historische und literarhistorische Herausgebertätigkeit führte 1875 zu seiner Aufnahme in die Académie des Inscriptions et Belles-Lettres (als Korrespondierendes Mitglied). Viele seiner Publikationen wurden in neuester Zeit nachgedruckt.
Von 1860 bis 1870 war er Bürgermeister seines Heimatortes. Wenige Jahre vor seinem Tod verlor er seine reichhaltige Bibliothek durch Feuer.

## Werke (Auswahl)
- (Hrsg.) Guillaume Colletet (1598–1659), Vies des poètes gascons, Paris 1866, Genf 1970
- Essai sur la vie et les ouvrages de Florimond de Raymond, conseiller au Parlement de Bordeaux, Paris 1867, Genf 1971
- (Hrsg.) Lettres de Jean-Louis Guez de Balzac, Paris 1873
- (Hrsg.) Guillaume Colletet, Vies des poètes bordelais et périgourdins, Paris 1873, Genf 1969
- (Hrsg.) Lettres inédites de Guillaume du Vair, Paris 1873
- (Hrsg.) Lettres françaises inédites de Joseph Scaliger, Agen 1879, Genf 1970
- (Hrsg.) Lettres de Jean Chapelain, de l’Académie française, 2 Bde., Paris 1880–1883, 1968
- (Hrsg.)  Les correspondants de Peiresc, 2 Bde., Genf 1972 (ursprünglich 1879–1897)
- (Hrsg.) Lettres de Peiresc, 7 Bände, Paris 1888–1898